# 小行星1177
小行星1177（1177 Gonnessia）是一颗围绕太阳公转的小行星。1930年11月24日，路易·博耶在阿尔及尔发现了此天体。
該小行星以法國天文學家弗朗索瓦·貢內西亞特命名。
这颗小行星的绝对星等为239.5814022468705等。